# 괴를리츠역
괴를리츠역(Bahnhof Görlitz)은 독일 작센주 괴를리츠의 중심 철도역이다. 1847년 9월 1일에 개업했으며, 베를린, 드레스덴, 브로츠와프, 치타우 방면 노선이 연결되는 역이다.
개통 이후 1860년대의 승객 증가로 인하여 20세기 초에 역 규모가 확대되었다. 제2차 세계 대전 이전까지는 독일의 장거리 열차 운행에서 중요한 역할을 담당했다. 종전 이후 오데르-나이세선이 새로운 독일과 폴란드간 국경이 되면서 과거에 역이 가졌던 위상이 대폭 축소되었다. 오늘날에는 지역간 열차만 정차하며, (파리-)드레스덴-브로츠와프(-바르샤바) 구간의 장거리 열차는 2004년부터 운행하지 않는다.
일일 정차 열차 수는 120회, 열차 이용객 및 방문객 수는 3,600명이다. 독일의 최동단 역이자 폴란드와의 국경역이기도 하다. 폴란드가 유럽 연합 및 솅겐 조약에 가입하면서 폴란드 방면으로의 국경 검문과 세관 검사가 사라졌다.

## 참고 문헌
- Wilfried Rettig (1994). 《Eisenbahnknoten Görlitz》 1판. Egglham: Bufe-Fachbuch-Verlag. ISBN 3-922138-53-5.
- Wilfried Rettig (2010). 《Eisenbahn im Dreiländereck. Ostsachsen (D) / Niederschlesien (PL) / Nordböhmen (CZ). Teil 1: Geschichte der Hauptstrecken, Betriebsstellen, Elektrifizierung und Fahrtbeschreibungen》. Freiburg (Breisgau): EK-Verlag. ISBN 978-3-88255-732-9.